# 健赞
赛诺菲健赞(英語：Sanofi Genzyme)是一家位于美国马萨诸塞州剑桥的生物技术公司。

## 历史
1981年由乔治·怀特塞兹和谢里登·斯奈德在美国波士顿成立。亨利·泰梅尔1983年加入成为公司总裁，正是这段时间公司估值达到1亿美元。1985年成为公司首席执行官，1986年公司在纳斯达克上市，公司致力于孤儿药和高雪氏症的疗效制药，在2010年健赞在全球雇用超过11000人，是全球第三大生物技术公司。目前健赞已经分布在五大洲六十五个国家地区，拥有17个制造车间和9个遗传测试实验室，并销售到全球90多个国家。

## 收购出价
2010年8月30日，赛诺菲宣布以185亿美元收购健赞，该交易后来被其董事会拒绝。2011年2月16日，赛诺菲又以201亿美元全面收购健赞。